# Aach (Bodensee, Arbon)
Die Aach ist ein Fluss im Schweizer Kanton Thurgau. Sie entsteht durch den Zusammenfluss von Feilebach und Hegibach im Arboner Quartier Stachen und mündet nach rund 2 Kilometer langem Lauf in den Bodensee. Sie ist ein flaches, mittleres Fliessgewässer des kollinen, karbonatischen Mittellands. Sie entwässert ein Gebiet von rund 33 Quadratkilometern und ist mit ihrem längsten Quellbach zusammen, dem Hegibach, 10 Kilometer lang. Der Abschnitt vom Zusammenfluss der Quellbäche bis zur Mündung in den Arboner Weiher wird auch Fallentürlibach genannt.

## Geographie

### Verlauf
Die Aach entsteht auf dem Gebiet des ehemals selbständigen Arboner Quartiers Stachen und durchläuft auf dem Arboner Stadtgebiet einige Mäander. Kurz bevor der Fluss in den Bodensee fliesst, wird er mittels Schleusen gestaut, um den Zufluss zum See zu regulieren. Dies führte zur Entstehung eines Teiches namens Arboner Weiher, der in Arbon als Attraktion gilt, vor allem im Winter, wenn auf ihm Schlittschuh gelaufen wird. Am Ufer des Weihers brüten auch Schwäne.

### Einzugsgebiet
Das 33,2 km² grosse Einzugsgebiet der Aach liegt im Schweizer Mittelland und wird durch sie über den Rhein zur Nordsee entwässert.
Es besteht zu 8,3 % aus bestockter Fläche, zu 74,3 % aus Landwirtschaftsfläche, zu 16,8 % aus Siedlungsflächen und zu 0,5 % aus unproduktiven Flächen.
Flächenverteilung
Die mittlere Höhe des Einzugsgebietes beträgt 472 m ü. M., die minimale liegt bei 387 m ü. M. und die maximale bei 600 m ü. M.

### Zuflüsse
- Feilebach (linker Quellbach), 9,0 km
- Hegibach (rechter Quellbach), 11,2 km
- Salbach (rechts), 7,8 km

## Hydrologie
Bei der Mündung der Aach in den Bodensee beträgt ihre modellierte mittlere Abflussmenge (MQ) 320 l/s. Ihr Abflussregimetyp ist pluvial inférieur und ihre Abflussvariabilität beträgt 25.

## Verschmutzung
Durch die zunehmende Verschmutzung des Flusses sind in den letzten Jahrzehnten verschiedene Fischarten verschwunden, darunter zum Beispiel die Bachforelle. Immer wieder gelangt Unrat in den Fluss, dazu kommen Fäkalien der nahegelegenen Wohnsiedlungen und Gülle aus der Landwirtschaft. In letzter Zeit werden Versuche zur Renaturierung unternommen, und Schulklassen der Stadt reinigen in Projektwochen regelmässig die Aach.

## Sonstiges
Die Verbindungsstrasse Arbon-Landquart (Kantonsstrasse zu Berg gehörend) führt über die Aach. Die 1910 erbaute Brücke über den Fluss wurde im April 2006 – nach über 90 Jahren – zum ersten Mal renoviert.